# Mario Allorini
Mario Allorini (Pistoia, 5 marzo 1908 – Pistoia, 27 novembre 1989) è stato un calciatore italiano, di ruolo centrocampista.

## Carriera
Con la maglia della Pistoiese disputa 3 partite nel campionato di Divisione Nazionale 1928-1929.
Sempre con i toscani disputa a partire dalla stagione 1930-1931 sei campionati di Serie B per un totale di 91 presenze.